# Alien Breed
Alien Breed è uno sparatutto con visuale dall'alto, sviluppato dal Team17 per Amiga nel 1991, ispirato non ufficialmente ad Alien. Il gioco ottenne di solito ottimi giudizi dalla critica e divenne il capostipite della serie Alien Breed, sviluppata per molteplici piattaforme. Alien Breed, nella sua versione Special Edition del 1992, venne portato per la console Amiga CD32 e per MS-DOS (per quest'ultimo edito da MicroLeague).

## Modalità di gioco
Il gioco è per uno o due giocatori in cooperazione simultanea, ed è bidimensionale con vista dall'alto e movimento a scorrimento nelle otto direzioni.
Il gioco consiste nell'esplorare le sale all'interno di un'astronave madre infestata dagli alieni, con lo scopo di trovare e attivare il dispositivo di autodistruzione, per poi raggiungere la propria navicella e fuggire prima che il conto alla rovescia raggiunga lo zero. Se la missione ha successo, si visiterà un altro vascello spaziale, anche in questo caso al fine di distruggerlo per far perire con esso gli alieni che lo hanno invaso.
Il personaggio è armato di fucile mitragliatore, con cui difendersi da eventuali aggressioni da parte degli alieni, e successivamente può acquisire altre armi. Si dispone di energia vitale e di munizioni limitate, recuperabili raccogliendo ricariche.
L'obiettivo è trovare l'ascensore per il livello successivo, impostando occasionalmente la sequenza di autodistruzione per far saltare in aria il livello precedente. I giocatori raccolgono o acquistano una varietà di armi dai terminali del computer della stazione spaziale. In alcune versioni del gioco, questi cosiddetti terminali Intex forniscono funzionalità aggiuntive come un clone del classico gioco per computer Pong. I crediti trovati sul terreno devono essere salvati per queste armi e altri miglioramenti, ognuno dei quali dà ai giocatori un vantaggio sulle forze aliene gradualmente sempre più potenti. Nei livelli avanzati, i giocatori sono occasionalmente intrappolati in spazi chiusi con enormi boss alieni.
L'ambientazione è ispirata ai film Alien, in particolare Aliens - Scontro Finale, e anche sui giochi dell'era a 8 bit Laser Squad e Paradroid (sebbene il gioco abbia alcune somiglianze di gameplay con Gauntlet, con cui è stato confrontato, così come un ovvio confronto con Alien Syndrome e Into the Eagle's Nest.

## Alien Breed Special Edition
L'anno successivo venne presentato Alien Breed Special Edition o Alien Breed Special Edition 92, questa edizione ha più livelli della precedente, un maggior numero di armi e permette di distruggere le porte nel caso il giocatore finisca le chiavi per aprirle.
Nel 1994 il gioco venne inserito insieme a Qwak nella compilation Alien Breed Special Edition / Qwak che venne distribuita per la console Amiga CD32. Anche la versione MS-DOS è basata sulla Special Edition, con l'aggiunta di alcuni livelli.

## Alien Breedper Android
In occasione del 21º anniversario è uscita una versione per Android che prevede la possibilità di giocare sia con la modalità Classica (grafica, musica e comandi originali), sia con la modalità Potenziata (grafica, suoni e comandi migliorati).
Sono inclusi sei livelli originali di Alien Breed, dodici livelli di Special Edition e quattro livelli nuovi che s'intrecciano con la trama originale di Alien Breed.